# Leucostegia pallida
Leucostegia pallida är en ormbunkeart som först beskrevs av Georg Heinrich Mettenius och Oskar Kuhn, och fick sitt nu gällande namn av Edwin Bingham Copeland. Leucostegia pallida ingår i släktet Leucostegia och familjen Hypodematiaceae. Inga underarter finns listade.